# 엠베라족

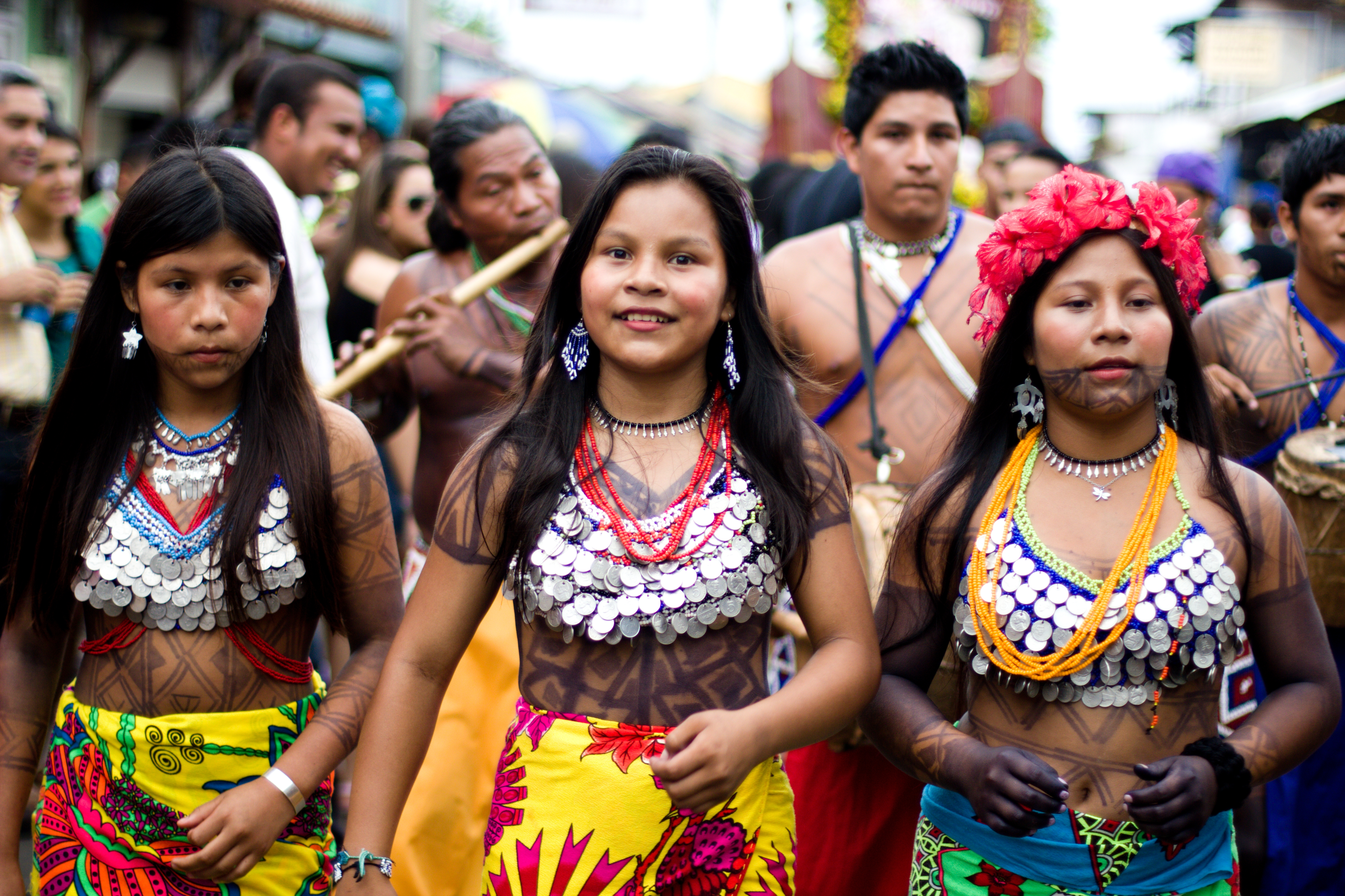

엠베라족(Emberá)은 파나마와 콜롬비아에 걸쳐 분포하는 원주민족이다. 와우난(Wounaan)과 함께 이들은 초코족(Chocó)으로도 알려진 엠베라-와우난(Embera-Wounaan)이라는 상위 그룹을 형성한다. 오래된 문헌에서는 초코족(Chocó)이나 카티오족(Katío)이라는 이름으로도 알려졌다.

## 언어
'엠베라'라는 지칭은 모호한 점이 있는데, 이들이 구사하는 엠베라어가 단일 언어가 아니라 서로 의사소통이 가능한 여러 언어들로 이루어진 언어군(초코어족)이기 때문이다. 엠베라어는 촐로어, 카티오어, 차미어, 바우도어, 에페라라어로 세분된다.

## 같이 보기
- 파나마 원주민
- 콜롬비아 원주민